# گامبرنچ (جورجیا)
گامبرنچ، جورجیا (به انگلیسی: Gumbranch, Georgia) یک شهر در ایالات متحده آمریکا با جمعیت ۲۶۴ نفر است که در جورجیا واقع شده‌است.

## موقعیت جغرافیایی
موقعیت جغرافیایی شهرها و مناطق اطراف به شرح زیر است: